# IC 2313
IC 2313 ist ein Stern im Sternbild Krebs auf der Ekliptik, die der deutsche Astronom Max Wolf am 13. Februar 1901 fälschlich als IC-Objekt  beschrieb.